# Monoclorură de sulf
Monoclorura de sulf sau diclorura disulfurică este un compus chimic al sulfului și clorului cu formula chimică S2Cl2.
Unele nume alternative pentru acest compus sunt monoclorura de sulf (numele implicit prin formula sa empirică, SCl), diclorura de disulf (uneori diclorură disulfurică) și monoclorura de disulf. S2Cl2 are structura implicită de formula Cl-S-S-Cl, în care unghiul dintre planurile Cla-S-S și S-S-Clb este de 90°. Această structură este denumită sub numele de gauche și este asemănătoare cu cea pentru apă oxigenată (H2O2).
Această substanță este enumerată în Programul 3 din Partea B de către Precursorii Chimici ai Convenției privind Interzicerea Armelor Chimice (CWC). Instalațiile care produc și procesează sau consumă substanțe chimice programate pot fi supuse controlului, mecanismelor de raportare și inspecției de către Organizația pentru Interzicerea Armelor Chimice (OIAC).